# Distretto di Meilen
Il distretto di Meilen è un distretto del Canton Zurigo, in Svizzera. Confina con i distretti di Horgen a sud-ovest, di Zurigo, di Uster e di Hinwil a nord, con il Canton San Gallo (distretto di See-Gaster) a est e con il Canton Svitto (distretto di Höfe) a sud. Il capoluogo è Meilen.

## Comuni
Amministrativamente è diviso in 11 comuni:
- Erlenbach
- Herrliberg
- Hombrechtikon
- Küsnacht
- Männedorf
- Meilen
- Oetwil am See
- Stäfa
- Uetikon am See
- Zollikon
- Zumikon